# Маржанбулакский сельский округ
Маржанбулакский  сельский округ (каз. Маржанбұлақ ауылдық округі) — административно-территориальное образование в Алгинском районе Актюбинской области.

## Населённые пункты
В состав Маржанбулакского сельского округа входит 2 села: Маржанбулак (1496 жителей), Кайындысай (321 житель).
Ранее в состав сельского округа входил ныне упразднённый населенный пункт — село Карагандысай. Упразднён в 2019 году ввиду малой численности населения.

## Население

### Динамика численности
| Численность населения | Численность населения | Численность населения |
| 1989                  | 1999                  | 2009                  |
| --------------------- | --------------------- | --------------------- |
| 1478                  | ↗1890                 | ↗1948                 |

### Численность населения[2][3][1]
| № | Населённый пункт | Перепись населения 1989 | Перепись населения 1999 | Перепись населения 2009 |
| - | ---------------- | ----------------------- | ----------------------- | ----------------------- |
| 1 | с. Маржанбулак   | 897                     | 1174                    | 1496                    |
| 2 | с. Кайындысай    | 315                     | 352                     | 321                     |
| 3 | с. Карагандысай  | 266                     | 364                     | 131                     |
|   | Всего            | 1478                    | 1890                    | 1948                    |